# Памятник Якову Смушкевичу
Памятник Якову Смушкевичу (или Памятник первому Герою Советского Союза среди евреев) — ныне утраченный (демонтирован в августе 2017 года) памятник первому Герою Советского Союза среди евреев Якову Смушкевичу. Был расположен на северо-западе Литвы в районном центре Рокишкис.

## Историческая справка
Во время Холокоста в Литве было уничтожено до 95—96 % евреев. После войны в Литве появился памятник первому Герою Советского Союза среди евреев. Открытие памятника произошло 26 февраля 1969 года в районном центре Рокишкис Литовской ССР, где родился генерал Я. В. Смушкевич, на площади его имени был открыт ему памятник. Ныне это северо-запад Литвы в районном центре Рокишкис. Автором памятника стал известный литовский скульптор Константинас Богданас Памятник был сделан из гранита. На нём была выбита надпись на литовском языке с именем и фамилией Смушкевича. Ниже указано, что это также и памятник жертве коммунистических репрессий. На открытие памятника сюда прибыла делегация Военно-Воздушных Сил. Кроме этого ранее в Рокишкисе также был и мемориальный музей Смушкевича, но его закрыли.
С получением независимости государственная политика изменилась. В 2015 году было решено провести референдум о судьбе памятника. Памятник это пережил и остался цел и невредим. 28 мая 2017 года памятник был облит красной краской, а также на памятнике были нарисованы знаки, похожие на свастику. Через 25 лет независимости Литвы, в апреле 2017 года, памятник еврею — герою Советского Союза решили снести. Мэр Рокишского района Антанас Вагонис сказал, что бронзового Смушкевича снесли, «чтобы сохранить, защитить от местных хулиганов и вандалов».